# Atommasseenhed
Atommasseenheden bruges til at angive massen af partikler af atomar størrelse. Symbolet for atommasseenheden er u, jævnfør fransk unité og engelsk unit. Masseenheden dalton er den samme, 1 Da = 1 u = 1 AMU. Dalton er en kemisk masseenhed opkaldt efter John Dalton (1766-1844), der udviklede atomteorien for stof.

## Definition
Én atommasseenhed (1 u) er defineret som 1/12 af massen af ét (ubundet, grundtilstands-) atom af isotopen carbon-12.

## Omregning
Da kilogrammet er defineret på en af atommasseenheden uafhængig måde, er omregningsforholdet mellem de to enheder noget der må bestemmes eksperimentelt. Den p.t. bedste værdi er
1 u = 1,660539040(20)×10–27 kg 
En proton har en masse på ca. 1 u, og det har en neutron også, men en elektron har en masse på cirka 1/1836 u.
Det antal atommasseenheder, der går på ét gram, kaldes Avogadros tal. Da udgangspunktet er  isotopen carbon-12 der har en molvægt på 12 gram og 1/12 heraf er 1 gram.

## Gamle atommasseenhed
Den gamle forældede atommasseenhed benævnes amu.